# Parque de la Batería
El parque de La Batería es un parque del municipio de Torremolinos, provincia de Málaga, España. Está situado en la zona norte de Montemar, en un espacio que previamente ocupaba una batería defensiva de costa, de la cual toma su nombre. Este parque fue inaugurado el 28 de julio de 2007.
Tiene una superficie aproximada de 74.000 m² articulados a través de una red de senderos irregulares que separan las zonas del parque. En el centro figura un pequeño lago artificial de unos 9.000 m², suministrado mediante un caudal natural permanente situado bajo un aparcamiento cercano, y que sirve al mismo tiempo para regar las zonas ajardinadas. Además, el lago es navegable para embarcaciones de paseo, que se pueden alquilar en el mismo parque.
También cuenta con un carril exclusivamente para bicicletas y patines para así no entorpecer a los peatones. A lo largo del parque podemos encontrar distintas secciones donde se sitúan máquinas para hacer ejercicio.
La antigua infraestructura defensiva fue rehabilitada, de manera que los tres emplazamientos artilleros son visitables. Se conservan algunos cañones y dos búnkers subterráneos desde donde se suministraban proyectiles a la dirección de tiro ubicada en el acantilado. 
Otro elemento del parque es la torre mirador, que tiene una altura 14,7 m y es accesible por ascensor y escalera.
El parque es accesible desde la estación de cercanías de Montemar Alto.